# Palacio Presidencial de Chisináu
El Palacio Presidencial de Chisináu (en rumano: Palatul Președinției) es la residencia oficial del presidente de Moldavia.

## Historia
El edificio fue construido entre 1984 y 1987 por Yuri Tumanean, Arkady Zaltman y Viktor Iavorski en la parcela de la iglesia luterana alemana que databa de la década de 1830. Fue construido para ser la nueva sede del Sóviet Supremo de la República Socialista Soviética de Moldavia. La Declaración de Independencia de Moldavia fue firmada y adoptada en el palacio el 27 de agosto de 1991 por el Sóviet Supremo. Después de que Moldavia consiguiera su independencia, el edificio pasó a ser la residencia oficial del presidente de Moldavia, empezando en 2001 con el presidente Vladimir Voronin. El edificio sufrió daños durante las protestas del 7 de abril de 2009 contra el presidente Voronin. Como consecuencia de las protestas, el palacio tuvo que ser cerrado.

### Renovación
En los primeros años de la presidencia de Igor Dodon, se dieron pasos para renovar el palacio con la ayuda del Gobierno de Turquía. Tras su renovación, el palacio fue inaugurado el 17 de octubre de 2018 ante la presencia del presidente Dodon y del presidente de Turquía, Recep Tayyip Erdoğan. En enero del año siguiente, Dodon invitó a los expresidentes Petru Lucinschi y Mircea Snegur a un recorrido del palacio recientemente renovado. En abril de 2019, se ofreció una visita guiada del palacio a periodistas moldavos para permitir que la prensa tuviera una comprensión de las renovaciones. En el Día de la Independencia de Moldavia de 2020, debido a la pandemia de COVID-19, se celebró una ceremonia nacional a puerta cerrada en la Sala Histórica del Palacio Presidencial.
Cuando describió la renovación, el presidente Dodon bromeó: «No había nada aquí cuando llegamos, pero ya sabéis que soy un hombre que cuida su hogar, así que trajimos algunas cosas». Durante su mandato, añadió una bodega, un lago artificial y una granja de pollos. Durante su presidencia también se introdujo una jornada de puertas abiertas (Ziua Ușilor Deschise) en el palacio para los jóvenes moldavos.